# Bermudas en los Juegos Olímpicos de Río de Janeiro 2016
Bermudas participó en los Juegos Olímpicos de Río de Janeiro 2016 con un total de ocho deportistas, que compitieron en cinco deportes. Esta fue la decimoctava participación de Bermuda en los Juegos Olímpicos de verano. El país no participó en los Juegos Olímpicos de Moscú 1980, debido a su apoyo parcial al boicot liderado por Estados Unidos. El atleta Tyrone Smith fue el abanderado de durante la ceremonia de apertura.

## Participantes

### Atletismo
Los atletas bermudeños lograron clasificarse en los siguientes eventos:
| Atleta         | Evento                      | Eliminatoria | Eliminatoria | Semifinal | Semifinal | Final     | Final     |
| Atleta         | Evento                      | Resultado    | Posición     | Resultado | Posición  | Resultado | Posición  |
| -------------- | --------------------------- | ------------ | ------------ | --------- | --------- | --------- | --------- |
| Harold Houston | 200 metros masculino        | 20.85        | 6            | No avanzó | No avanzó | No avanzó | No avanzó |
| Tyrone Smith   | Salto de longitud masculino | 7.81         | 16           | No avanzó | No avanzó | No avanzó | No avanzó |

### Natación
| Atleta           | Evento                            | Eliminatoria | Eliminatoria | Semifinal | Semifinal | Final     | Final     |
| Atleta           | Evento                            | Tiempo       | Posición     | Tiempo    | Posición  | Tiempo    | Posición  |
| ---------------- | --------------------------------- | ------------ | ------------ | --------- | --------- | --------- | --------- |
| Julian Fletcher  | 100 metros estilo pecho masculino | 1:02.73      | 40           | No avanzó | No avanzó | No avanzó | No avanzó |
| Rebecca Heyliger | 50 metros estilo libre femenino   | 26.54        | 52           | No avanzó | No avanzó | No avanzó | No avanzó |

### Remo
Bermuda clasificó un lugar en la competencia de scull individual durante la Regata Clasificatoria celebrada en Valparaíso. Esta será la primera vez que ese país participe en el torneo de remo desde 1972.
| Atleta          | Evento                    | Eliminatoria | Eliminatoria | Repechaje | Repechaje | Cuartos de final | Cuartos de final | Semifinales | Semifinales | Final   | Final    |
| Atleta          | Evento                    | Tiempo       | Posición     | Tiempo    | Posición  | Tiempo           | Posición         | Tiempo      | Posición    | Tiempo  | Posición |
| --------------- | ------------------------- | ------------ | ------------ | --------- | --------- | ---------------- | ---------------- | ----------- | ----------- | ------- | -------- |
| Michelle Parson | Scull individual femenino | 8:22.15      | 3            | Exento    | Exento    | 7:34.00          | 4 SC/D           | 8:05.78     | 2 FC        | 7:34.41 | 16       |

### Triatlón
La deportista Flora Duffy consiguió clasificarse a los Juegos tras colocarse dentro de los 40 triatletas elegibles para participar en el evento femenino con base en la Clasificación Olímpica de la Unión Internacional de Triatlón del 15 de mayo de 2016.
| Atletas     | Evento          |       | Trans 1 |         | Trans 2 |       | Tiempo total | Posición |
| ----------- | --------------- | ----- | ------- | ------- | ------- | ----- | ------------ | -------- |
| Flora Duffy | Evento femenino | 19:08 | 20:00   | 1:21:29 | 1:22:10 | 36:15 | 1:58:25      | 8        |

### Vela
| Atleta           | Evento       | Carrera | Carrera | Carrera | Carrera | Carrera | Carrera | Carrera | Carrera | Carrera | Carrera | Carrera | Puntaje | Posición final |
| Atleta           | Evento       | 1       | 2       | 3       | 4       | 5       | 6       | 7       | 8       | 9       | 10      | M       | Puntaje | Posición final |
| ---------------- | ------------ | ------- | ------- | ------- | ------- | ------- | ------- | ------- | ------- | ------- | ------- | ------- | ------- | -------------- |
| Cameron Pimentel | Laser        | 31      | 45      | 41      | 27      | 44      | 42      | 39      | 34      | 42      | 39      | EL      | 339     | 41             |
| Cecilia Wollmann | Laser Radial | 32      | 28      | 33      | 35      | 35      | 33      | 34      | 33      | 32      | 32      | EL      | 291     | 34             |